# Euphorbia nogalensis
Euphorbia nogalensis là một loài thực vật có hoa trong họ Đại kích. Loài này được (A.Hässl.) S.Carter mô tả khoa học đầu tiên năm 1988.